# Mycalesis khasiana
Mycalesis khasiana är en fjärilsart som beskrevs av Moore 1874. Mycalesis khasiana ingår i släktet Mycalesis och familjen praktfjärilar. Inga underarter finns listade i Catalogue of Life.